# Gouvernement Dehaene I
Royaume de Belgique
Martens IX Dehaene II
Le gouvernement Dehaene I est le gouvernement fédéral du royaume de Belgique entre le 7 mars 1992 et le 23 juin 1995, durant la 48e législature

## Historique du mandat
Dirigé par le nouveau Premier ministre chrétien-démocrate flamand Jean-Luc Dehaene, ce gouvernement est constitué et soutenu par une coalition entre le Parti populaire chrétien (CVP), le Parti socialiste (PS), le Socialistische Partij (SP) et le Parti social-chrétien (PSC). Ensemble, ils disposent de 120 représentants sur 212, soit 56,6 % des sièges de la Chambre des représentants.
Il est formé à la suite des élections législatives du 24 novembre 1991.
Il succède donc au neuvième gouvernement du chrétien-démocrate flamand Wilfried Martens, constitué et soutenu par une coalition identique.
Au cours du scrutin parlementaire, la majorité sortante perd 11 sièges de représentants mais reste nettement majoritaire.
Le roi Baudouin confie au démocrate-chrétien francophone Melchior Wathelet, puis au libéral flamand Guy Verhofstadt le soin de former un nouvel exécutif. Après que tous deux ont échoué, le souverain en appelle au chrétien-démocrate flamand Jean-Luc Dehaene, qui parvient à remettre sur pied la coalition sortante. Le gouvernement est assermenté 3 mois et 12 jours après les élections législatives.
La fin de la guerre froide conduit à la suppression du service militaire et à la professionnalisation de l'armée. 
Le 31 juillet 1993, Baudouin meurt après 42 ans de règne. Conformément à la Constitution, le cabinet assume les fonctions royales jusqu'à l'accession au trône d'Albert II neuf jours plus tard.
En avril 1994, alors que sévit le génocide rwandais, le chef de la diplomatie Willy Claes mène — sur mandat du gouvernement — une intense activité diplomatique en vue d'obtenir le retrait total de la mission des Nations unies (MINUAR) du pays.
Au cours de la législature, les révélations de l'affaire Agusta poussent deux socialistes, le ministre des Communications Guy Coëme puis le ministre des Affaires étrangères Frank Vandenbroucke, à la démission.
Au cours des élections législatives fédérales de 1995, Dehaene parvient à maintenir sa coalition au pouvoir et constitue son deuxième gouvernement.

## Composition
| Fonction                                                                       | Titulaire | Titulaire                    | Titulaire                                          | Parti |
| ------------------------------------------------------------------------------ | --------- | ---------------------------- | -------------------------------------------------- | ----- |
| Premier ministre                                                               |           | Jean-Luc Dehaene             | Jean-Luc Dehaene                                   | CVP   |
| Vice-Premier ministre Ministre des Communications et des Entreprises publiques |           | Guy Coëme                    | Guy Coëme (jusqu'au 23/01/1994)                    | PS    |
| Vice-Premier ministre Ministre des Communications et des Entreprises publiques |           | Elio Di Rupo                 | Elio Di Rupo (à partir du 23/01/1994)              | PS    |
| Vice-Premier ministre Ministre des Affaires étrangères                         |           | Willy Claes                  | Willy Claes (jusqu'au 10/10/1994)                  | SP    |
| Vice-Premier ministre Ministre des Affaires étrangères                         |           | Frank Vandenbroucke          | Frank Vandenbroucke (du 10/10/1994 au 22/03/1995)  | SP    |
| Vice-Premier ministre Ministre des Affaires étrangères                         |           | Erik Derycke                 | Erik Derycke (à partir du 22/03/1995)              | SP    |
| Vice-Premier ministre Ministre de la Justice et des Affaires économiques       |           | Melchior Wathelet            | Melchior Wathelet                                  | PSC   |
| Ministre des Finances                                                          |           | Philippe Maystadt            | Philippe Maystadt                                  | PSC   |
| Ministre des Affaires sociales                                                 |           | Philippe Moureaux            | Philippe Moureaux (jusqu'au 04/05/1993)            | PS    |
| Ministre des Affaires sociales                                                 |           | Bernard Anselme              | Bernard Anselme (du 04/05/1993 au 23/01/1994)      | PS    |
| Ministre des Affaires sociales                                                 |           | Magda De Galan               | Magda De Galan (à partir du 23/01/1994)            | PS    |
| Ministre de la Politique scientifique                                          |           | Jean-Maurice Dehousse        | Jean-Maurice Dehousse (jusqu'au 23/12/1994)        | PS    |
| Ministre de la Politique scientifique                                          |           | Michel Daerden               | Michel Daerden (à partir du 23/12/1994)            | PS    |
| Ministre des Pensions                                                          |           | Freddy Willockx              | Freddy Willockx (jusqu'au 18/07/1994)              | SP    |
| Ministre des Pensions                                                          |           | Marcel Colla                 | Marcel Colla (à partir du 18/07/1994)              | SP    |
| Ministre de l'Intérieur et de la Fonction publique                             |           | Louis Tobback                | Louis Tobback (jusqu'au 10/10/1994)                | SP    |
| Ministre de l'Intérieur et de la Fonction publique                             |           | Johan Vande Lanotte          | Johan Vande Lanotte (à partir du 10/10/1994)       | SP    |
| Ministre de l'Emploi, du Travail et de l'Égalité des chances                   |           | Miet Smet                    | Miet Smet                                          | CVP   |
| Ministre de la Défense                                                         |           | Leo Delcroix                 | Leo Delcroix (jusqu'au 08/12/1994)                 | CVP   |
| Ministre de la Défense                                                         |           | Karel Pinxten                | Karel Pinxten (à partir du 08/12/1994)             | CVP   |
| Ministre du Commerce extérieur et des Affaires européennes                     |           | Robert Urbain                | Robert Urbain                                      | PS    |
| Ministre de la Santé publique, de l'Environnement et de l'Intégration sociale  |           | Laurette Onkelinx            | Laurette Onkelinx (jusqu'au 23/01/1994)            | PS    |
| Ministre de la Santé publique, de l'Environnement et de l'Intégration sociale  |           | Jacques Santkin              | Jacques Santkin (à partir du 23/01/1994)           | PS    |
| Ministre du Budget                                                             |           | Mieke Offeciers-Van De Wiele | Mieke Offeciers-Van De Wiele (jusqu'au 05/09/1993) | CVP   |
| Ministre du Budget                                                             |           | Herman Van Rompuye           | Herman Van Rompuy (à partir du 05/09/1993)         | CVP   |
| Ministre de l'Agriculture et des PME                                           |           | André Bourgeois              | André Bourgeois                                    | CVP   |
| Secrétaire d'État à la Coopération au développement                            |           | Erik Derycke                 | Erik Derycke (jusqu'au 22/03/1995)                 | SP    |